# Амброаз Ойонго
Амброаз Ойонго Битоло (на френски: Ambroise Oyongo Bitolo) е камерунски футболист, защитник, който играе за Монреал Импакт.

## Кариера
Амброаз Ойонго започва кариерата си с Мусанго от Яунде през 2008 г. Там привлича интереса на Котън Спорт, който подписва с Ойонго през юли 2010 г. Той бързо се утвърждава в клуба, спечелва титлата в първата си година с Котън Спорт. През 2013 г. печели още една титла и помага на Котън Спорт да стигне полуфинал в африканската Шампионска лига.
По време на сезон 2013 Ойонго е на проби във френския Лил и е съобщено, че ще се присъедини към отбора от Лига 1 през януари 2014 г. Трансферът не се осъществява и през януари 2014 г. Ойонго заминава на проби в Ню Йорк Ред Булс. На 7 март 2014 г. официално подписва с американския клуб. В първия си сезон с Ню Йорк, Ойонго е ключов играч на клуба през втората половина на сезона, с когото се класира за плейофите в МЛС. На 30 октомври 2014 г. Ойонго асистира за победния гол на Брадли Райт-Филипс в последната минута на мача, като помага на Ню Йорк да победи Спортинг Канзас Сити и да се класира на полуфиналите в Източната конференция.
На 27 януари 2015 г. Ойонго преминава в Монреал Импакт като част от драфта.

## Отличия

### Отборни
Котън Спорт
- Елит Уан: 2010, 2011, 2013
- Купа на Камерун: 2011

### Междунарони
Камерун
- Купа на африканските нации: 2017